# Leptis Magna
Leptis Magna (llatí: Leptis Magna; grec antic: Λέπτις μεγάλη), moderna Lebda, a Líbia, fou una ciutat del nord d'Àfrica que, juntament amb Oea i Sabrata, formaven el districte de Trípolis (‘Tres ciutats’) o Tripolitània. Tenia a la vora (a l'oest) el cap Hermaeum (Ras al-Ashan). Està inscrita a la llista del Patrimoni de la Humanitat de la UNESCO des de l'any 1982.

## Nom
El nom llatí era Lepcis Magna (també escrit Leptis en algunes inscripcions; també Leptimagnensis Civitas, adjectiu Leptitanos, Leptitanus). El nom grec era Λέπτις μεγάλη, Leptis megale o Νεάπολις, Neapolis. La ciutat va ser anomenada «Major» (magna) en contrast amb la Leptis Parva de l'actual Tunísia. En època romana es registra com lpqy (o -lpqy, amb l'article). El nom sembla d'origen semita, possiblement connectat amb l'arrel àrab lfq, ‘fabricar’, ‘armar’, per referir-se a la fundació o construcció de la ciutat. El nom àrab modern és لبدة, Labda.

## Història
Fou una colònia fenícia de la ciutat de Sidó (Leptis vol dir ‘estació naval’ en fenici) i va caure després sota influència de Cartago. Destruïda la ciutat, va passar a Roma. Va ser partidària de Roma en la Guerra de Jugurta. A la ciutat, es parlava una llengua barrejada de llatí i libi, a causa de l'ús de les llengües natives pel comerç amb les tribus, entre aquestes els garamants.
Les seves ruïnes estan situades a Al Khums, a 130 km de Trípoli. Les seves ruïnes són molt importants i grandioses i comprenen tres ciutats: la Leptis original, fenícia, la vella ciutat del període cartaginès (πόλις) i la nova ciutat romana (Νεάπολις); aquesta darrera fou anomenada Neàpolis, però el nom antic mai no fou oblidat i va esdevenir predominant, i la moderna Lebda encara en deriva el seu nom. El nom de Magna li fou donat pels autors clàssics per distingir-la d'una altra Leptis a la Bizacena, a la qual van anomenar Leptis Minor o Parva, però cap de les dues va portar oficialment els adjectius. Les monedes només indiquen Leptis, i algunes Colonia Victrix Julia, però és incert quina de les dues Leptis fou colònia romana.

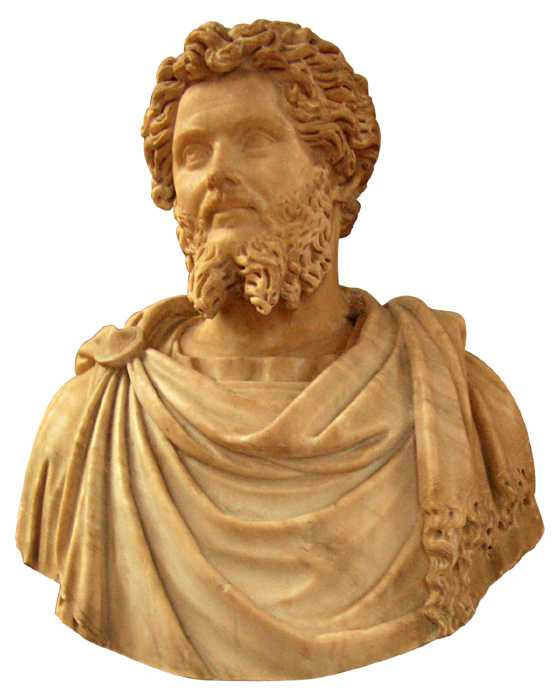
Septimi Sever, Museu del Louvre

Septimi Sever fou natural de la ciutat i la va embellir i hi va fer construccions. Encara era una ciutat gran i important al segle iv, quan fou destruïda parcialment per un atac dels amazics aurusians (Aurusiani), i ja no es va recuperar.

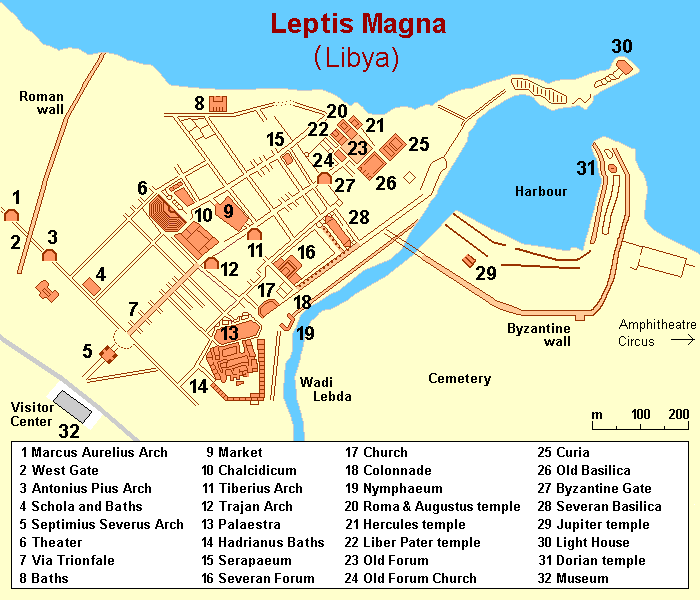
Plànol de la ciutat excavada

### Període post romà
El 439, Leptis Magna i les altres ciutats de Tripolitania van caure sota el domini dels vàndals quan el seu rei Genseric va conquistar Cartago als romans i va fer seva ciutat. Per desgràcia, el rei va manar destruir les muralles de la ciutat per dissuadir el poble de rebel·lar-se contra el domini vàndal. El resultat va ser que l'any 523, un grup d'amazics va saquejar la ciutat causant danys als vàndals i a la població.
Belisari va reconquerir Leptis Magna en nom de l'Imperi Romà d'Orient deu anys més tard i en el 534 va destruir el regne dels vàndals. Leptis va passar a ser capital provincial de l'Imperi Romà d'Orient, però mai no es va recuperar de la destrucció causada pels amazics. A l'època de la conquesta àrab de Tripolitania en els anys 650, la ciutat havia estat abandonada i només hi romania una guarnició romana d'Orient.

## Excavacions i preservació
Leptis Magna és el lloc on romanen algunes de les ruïnes més impressionants de l'època romana.

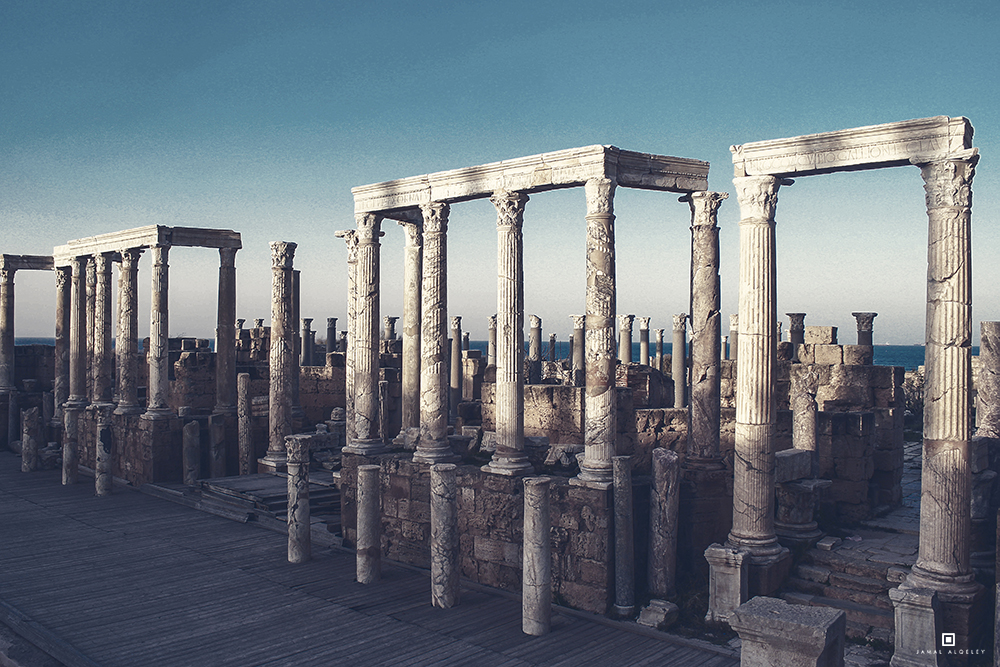
Teatre

Part d'un antic temple va ser portat de Leptis Magna al Museu Britànic el 1816 i es va instal·lar a la residència reial Fort Belvedere a Anglaterra el 1826. En l'actualitat es troba en una zona del gran parc de Windsor. Les ruïnes estan situades entre la costa sud de Virginia Water i Blacknest carretera prop de l'encreuament amb la carretera A30 de Londres i Wentworth Drive.
Quan els italians van conquerir part de Líbia a principis del segle xx, es van dedicar enormes esforços al redescobriment de Leptis Magna. A principis dels 1930 la investigació arqueològica italiana va posar al descobert, de nou, les restes enterrades de gairebé tota la ciutat.

### Nous descobriments

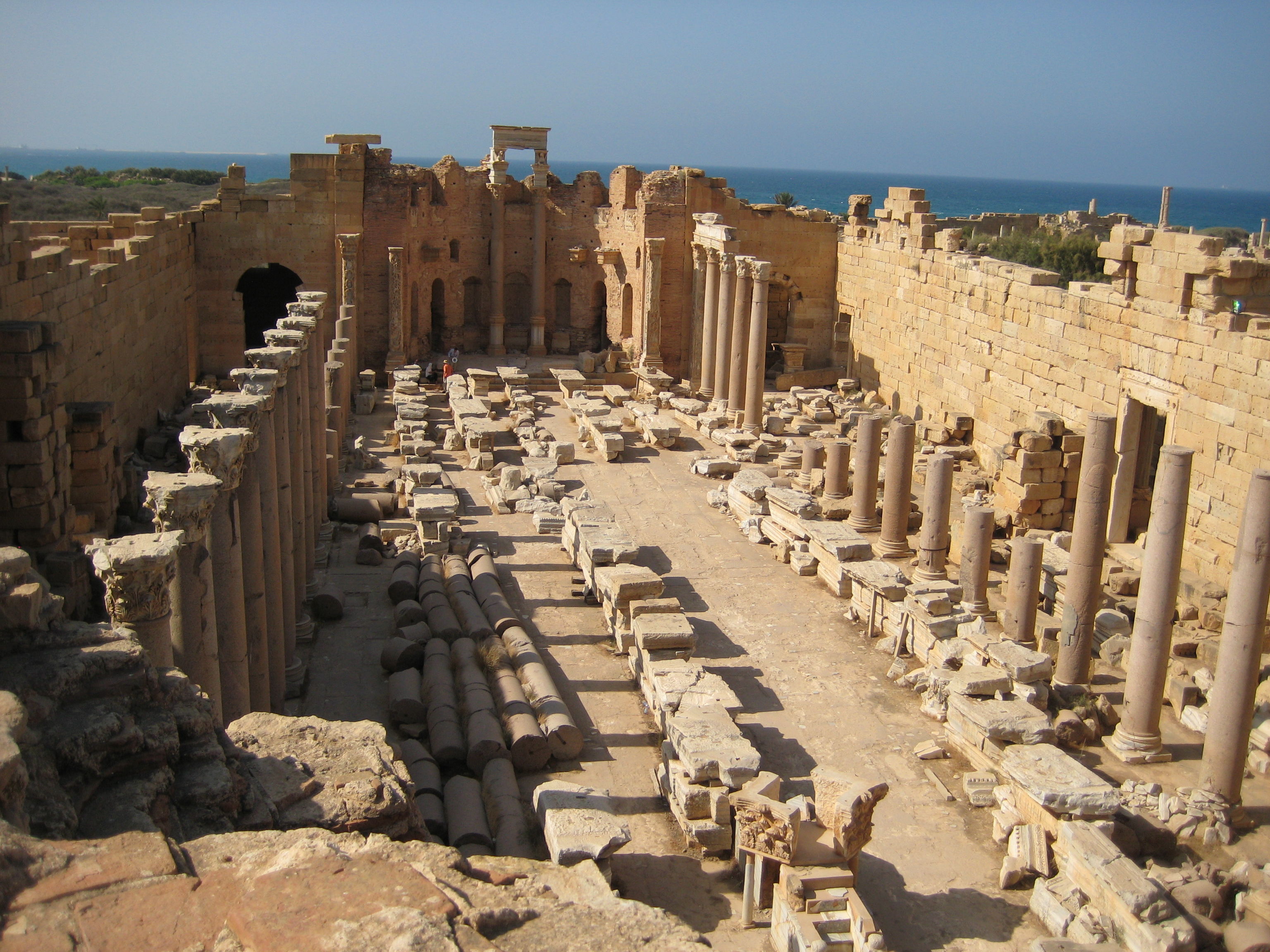
Basílica, del

El juny de 2005 es va fer públic que els arqueòlegs de la Universitat d'Hamburg que treballaven a la costa de Líbia, havien descobert cinc mosaics amb un total de gairebé 30 peus de llarg. Són originaris dels segles I i II i mostren amb claredat a un guerrer caçant un cérvol, a quatre joves barallant-se amb un toro salvatge i a un gladiador descansant, en estat de fatiga, que mira al seu oponent ja mort. Els mosaics decoraven les parets d'una piscina d'aigua freda en unes termes dins d'una casa romana a Wadi Lebda a Leptis Magna. El mosaic del gladiador és considerat pels experts com una de les mostres més fines de mosaics representatius mai vistos, comparable en qualitat al mosaic d'Alexandre el Gran a Pompeia. Els mosaics van ser descoberts el 2000, però es va mantenir secret el descobriment per evitar que fossin saquejats.

### Revolució de 2011
Hi han informes que revelen que Leptis Magna va ser utilitzada com a coberta per a tancs i vehicles militars de les forces pro-Gaddafi durant la guerra civil líbia de 2011. Quan se li va preguntar sobre la possibilitat de dur a terme un atac aeri a l'històric lloc, l'OTAN es va negar a descartar la possibilitat de l'acció dient que no havia pogut confirmar l'informe dels rebels que les armes estaven ocultes en l'indret.

## Galeria

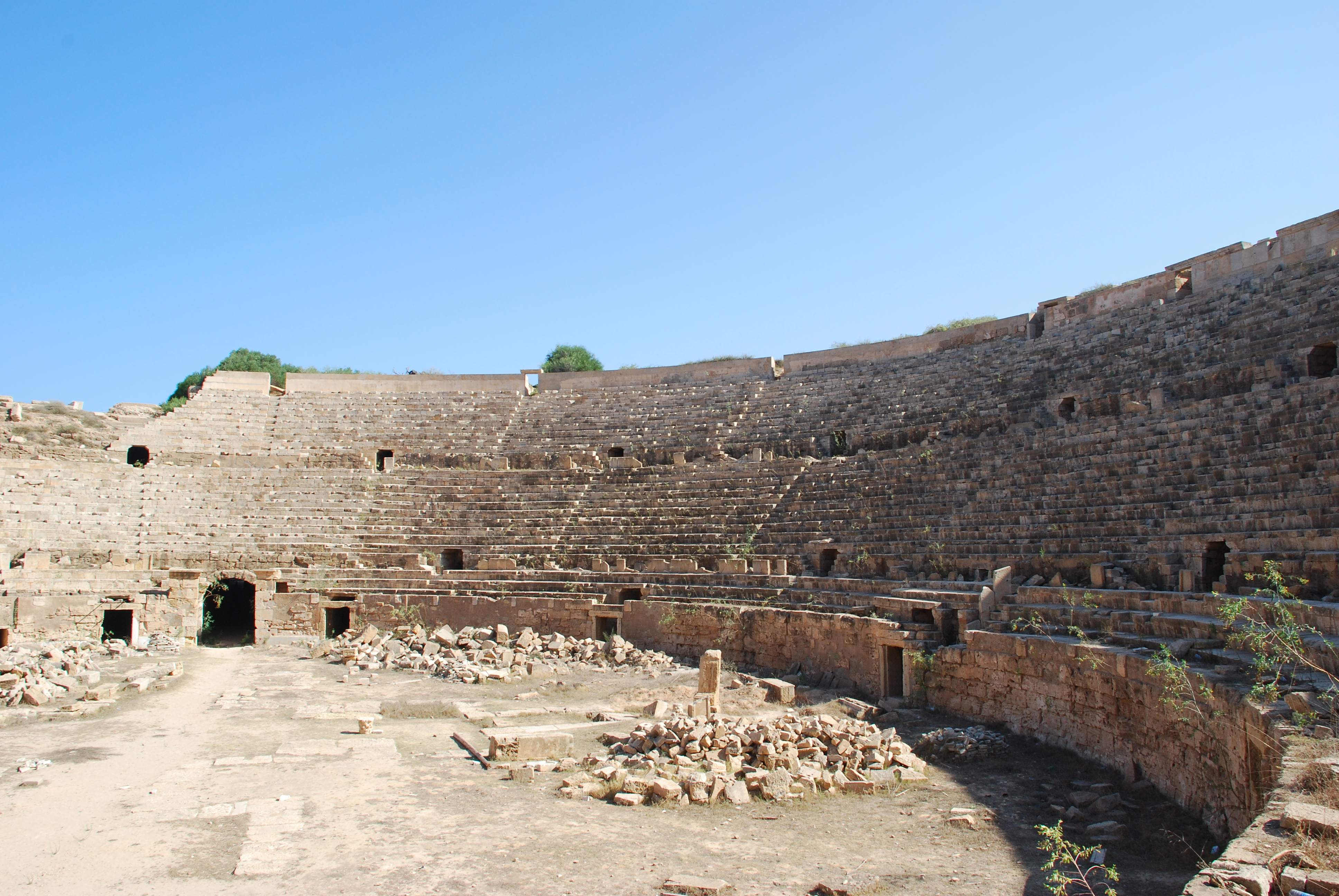
Amfiteatre de Leptis Magna
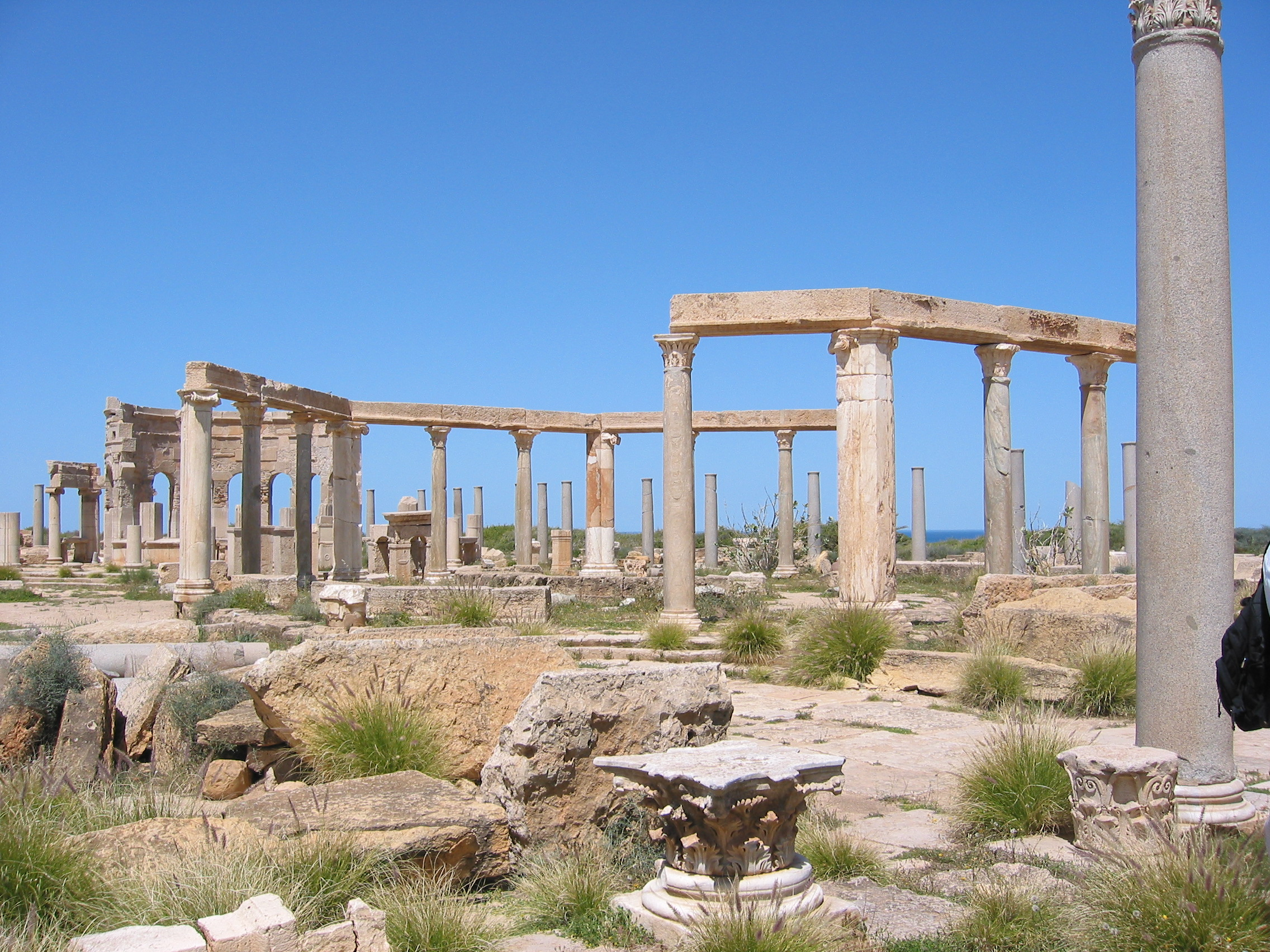
Mercat romà a Leptis Magna
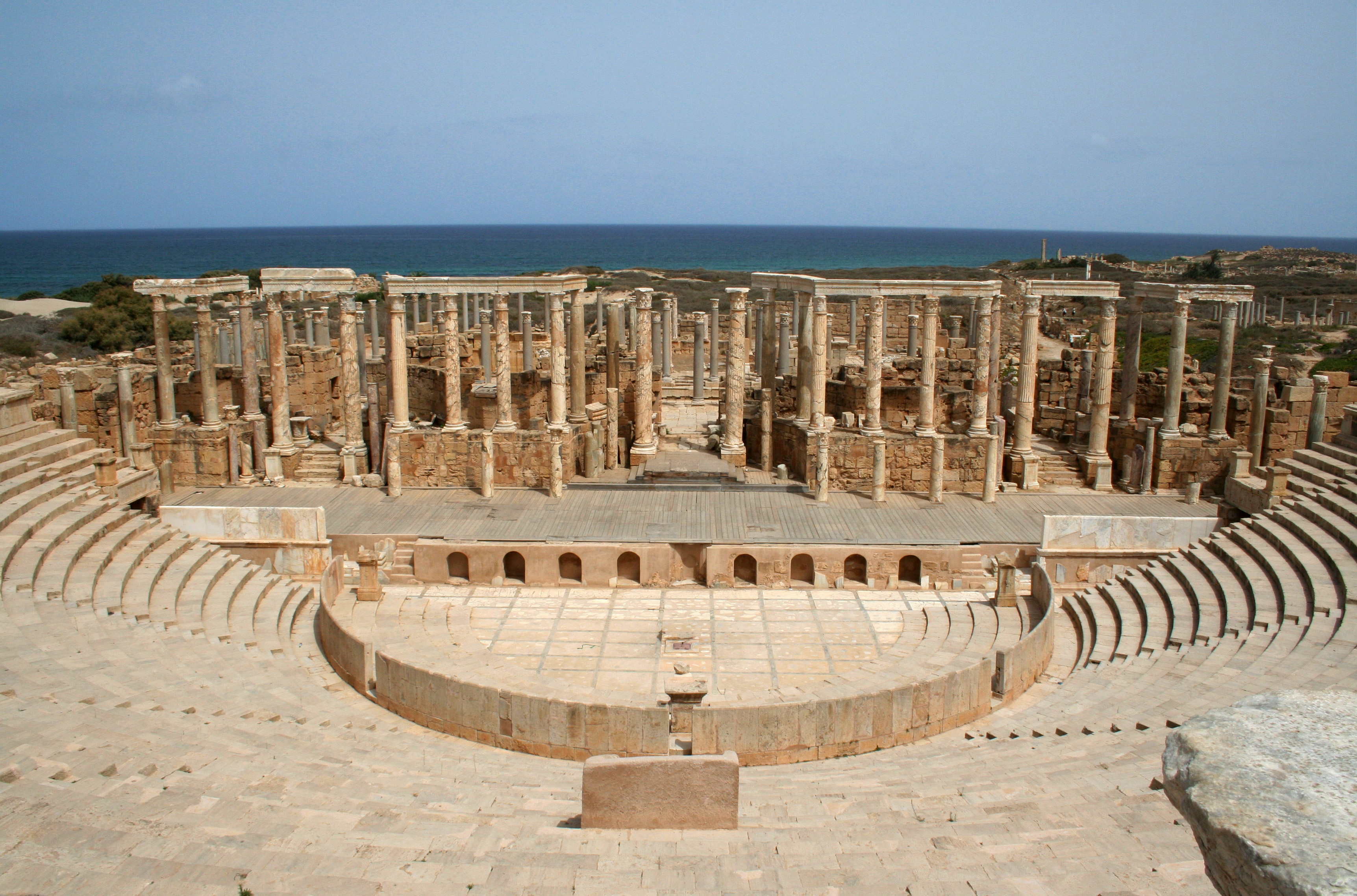
Teatre romà
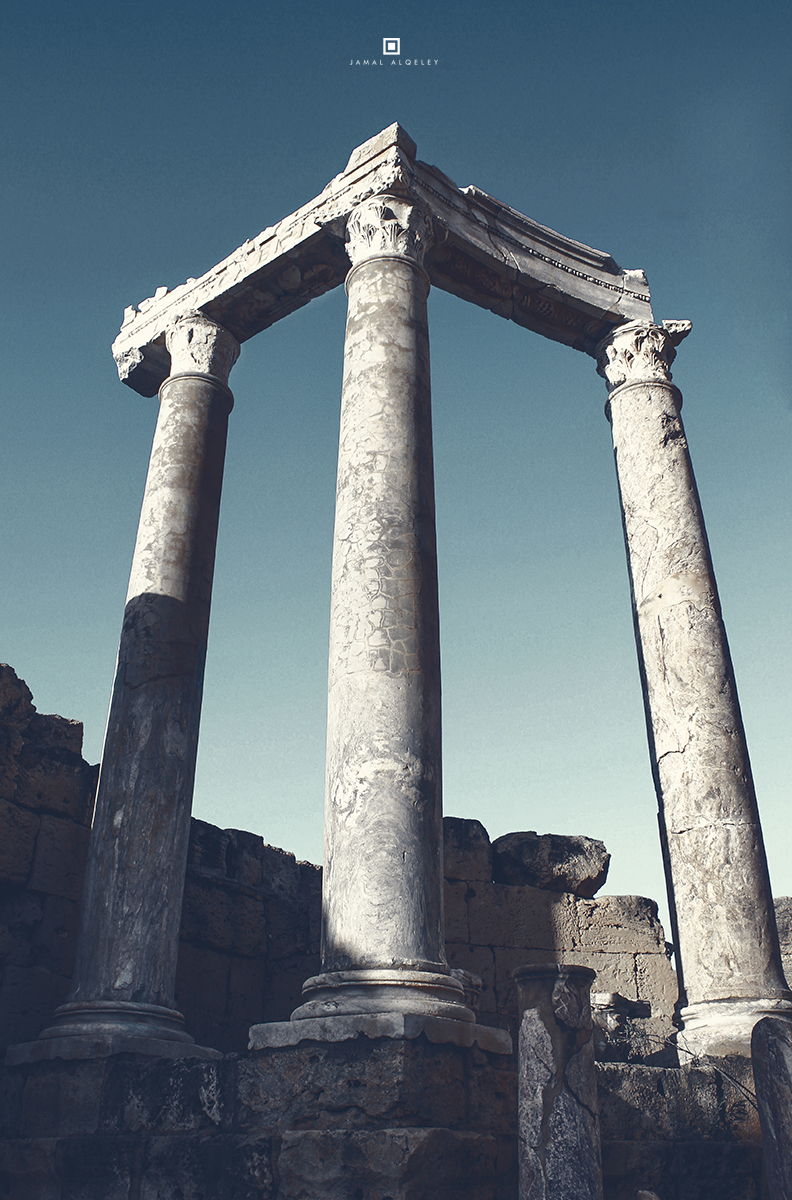
Columnes
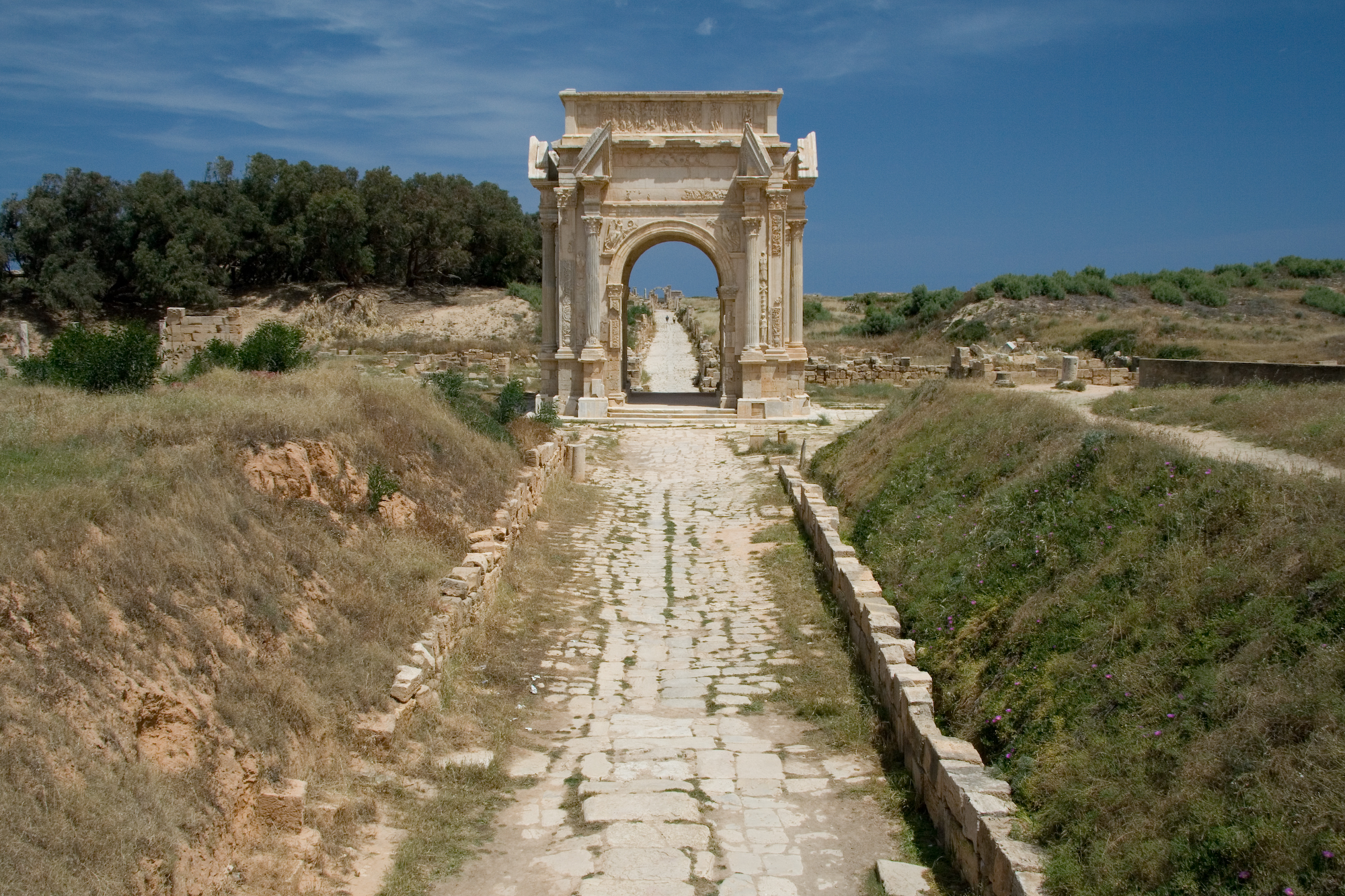
Arc de Septimi Sever
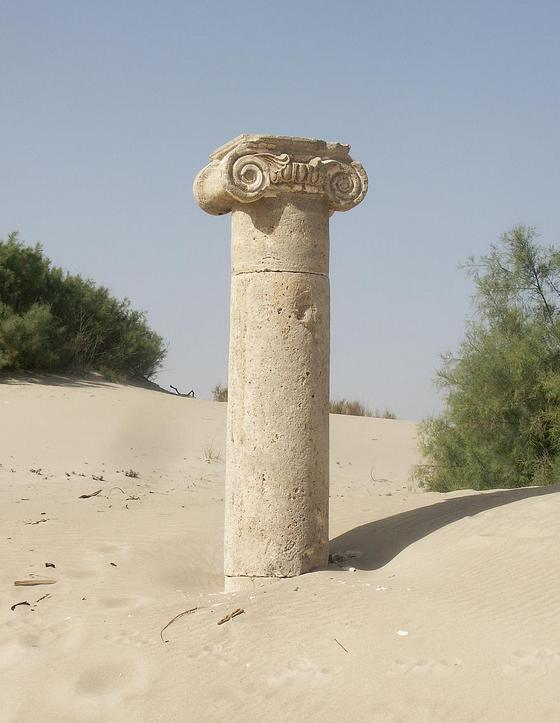
Part excavada de la ciutat